# Geopark Říčany

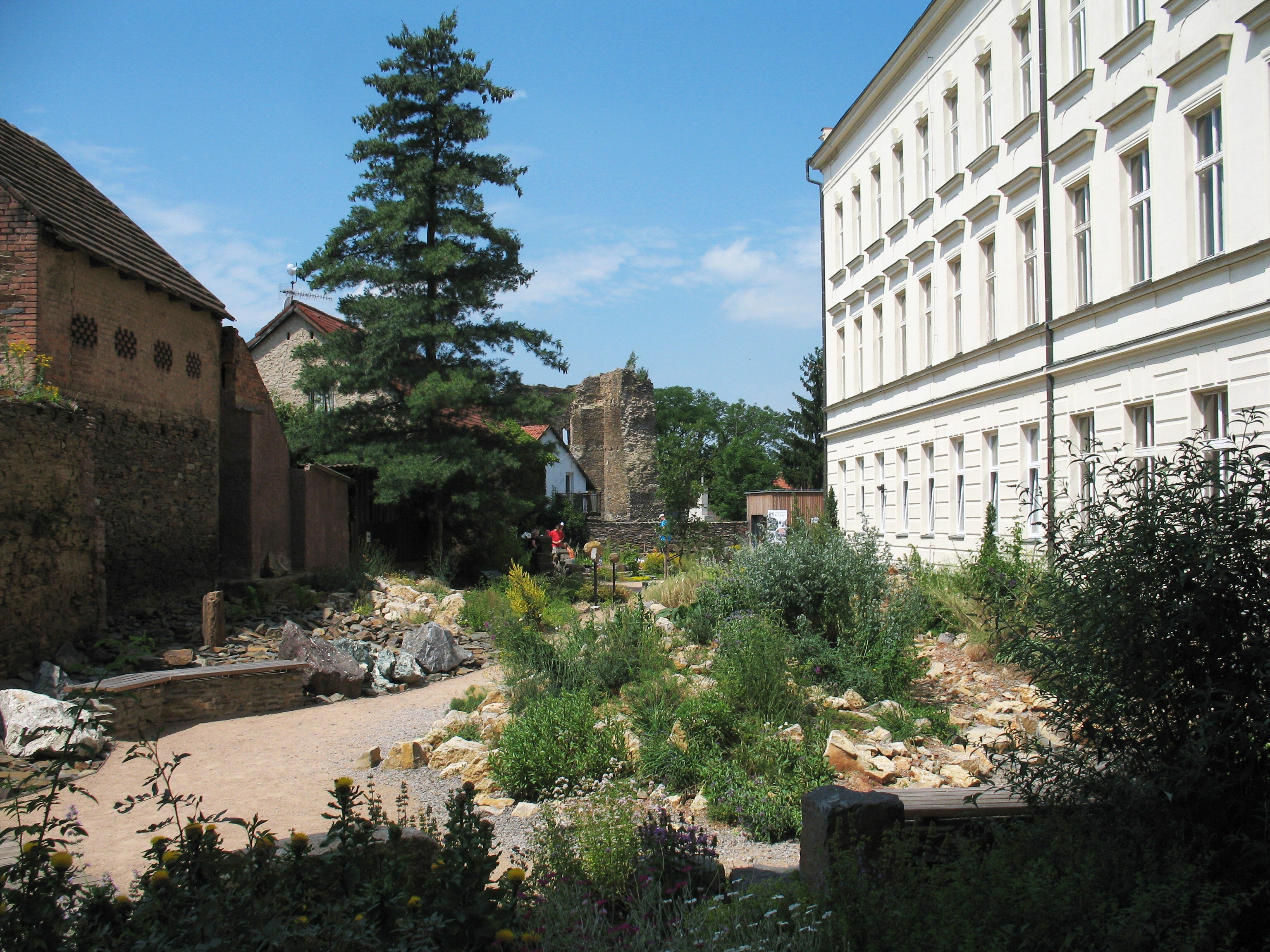
Celkový pohled na geopark v areálu 1. ZŠ v Říčanech, v pozadí obranná věž (donjon) říčanského hradu ze 13. století

Geopark Říčany, dříve Didaktické centrum geologie Muzea Říčany, je jedním z objektů Muzea Říčany. Byl otevřen v roce 2015 v areálu 1. Základní školy v Říčanech v okrese Praha-východ ve Středočeském kraji. Geopark je určen jak pro vzdělávání dětí, mládeže a pedagogů, tak i pro volnočasové aktivity nejširší veřejnosti. Nachází se na západní straně Masarykova náměstí v centru města.

## Vznik Geoparku Říčany
Geopark Říčany byl v areálu 1. ZŠ slavnostně otevřen 9. dubna 2015. Centrum, které je svou rozlohou a komplexností zcela unikátní, bylo vybudováno během jednoho roku v rámci projektu Vědou ke vzdělání, vzděláním k vědě, spolufinancovaného Evropským sociálním fondem a státním rozpočtem ČR. Hlavním řešitelem tohoto projektu je Česká geologická služba. Realizaci centra zajišťoval partner projektu, Muzeum Říčany, stavbu geologické laboratoře financovalo město Říčany.

## Poslání

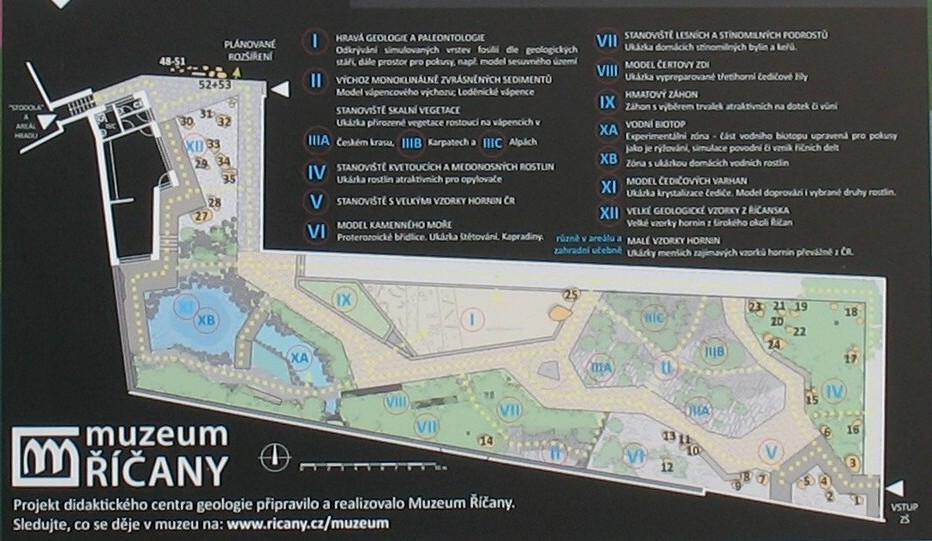
Plánek didaktického centra geologie

### Geopark, botanická zahrada, dílna a laboratoř
Geopark Říčany nabízí řadu aktivit pro děti, pedagogy i návštěvníky z řad veřejnosti. Venkovní expozice zahrnuje horniny charakteristické pro celé území ČR, model paleontologického naleziště, jeskynní systém a promyšlenou kompozici vodních prvků, pomocí kterých lze simulovat například záplavy, delty či vlny tsunami. V mělké části jezírka, které slouží v horkých letních dnech také jako brouzdaliště, je možné vyrýžovat pravé drahokamy - české granáty. Venkovní expozice je doplněna o ukázky vegetace, která doprovází výskyt jednotlivých druhů hornin, takže centrum slouží zároveň i jako botanická zahrada. Součástí komplexu je geologická laboratoř, kde lze řezat a leštit kameny a následně je zkoumat pod mikroskopem.

## Dostupnost
Geopark Říčany se nachází v areálu 1. ZŠ mezi Masarykovým náměstím a zříceninou říčanského hradu ze 13. století. Autobusové spoje Pražské integrované dopravy ze zastávky Praha,,Opatov zastavují na zastávce Říčany,,nám., která je vzdálena od školy necelých 150 metrů. Železniční stanice Říčany na trati Praha - Benešov je vzdálena od areálu 1. ZŠ zhruba 1 km. Vstup je možný z Masarykova náměstí levým vchodem budovy školy, dveře jsou výrazně označeny.

## Fotogalerie

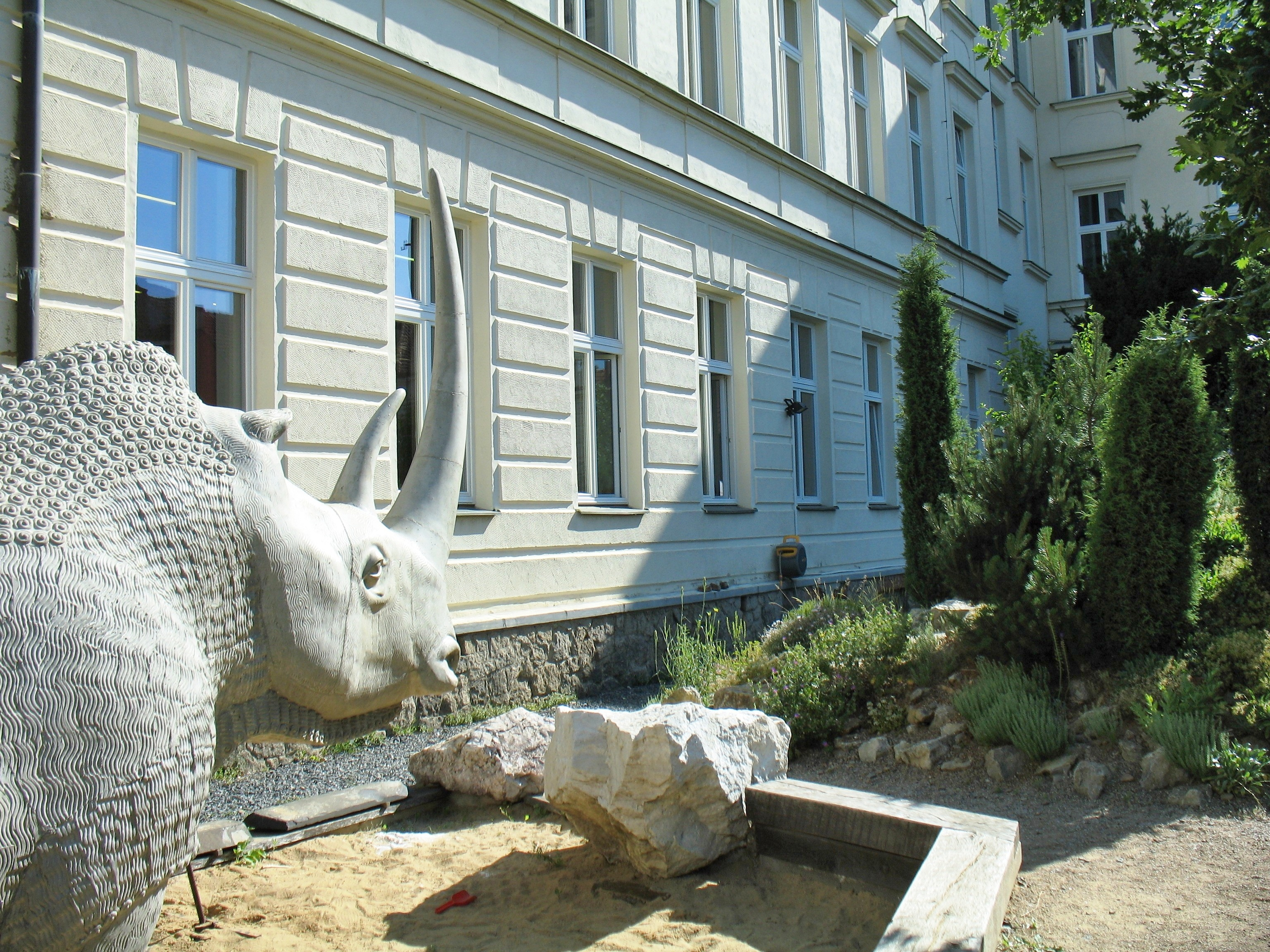
Pískoviště s nosorožcem
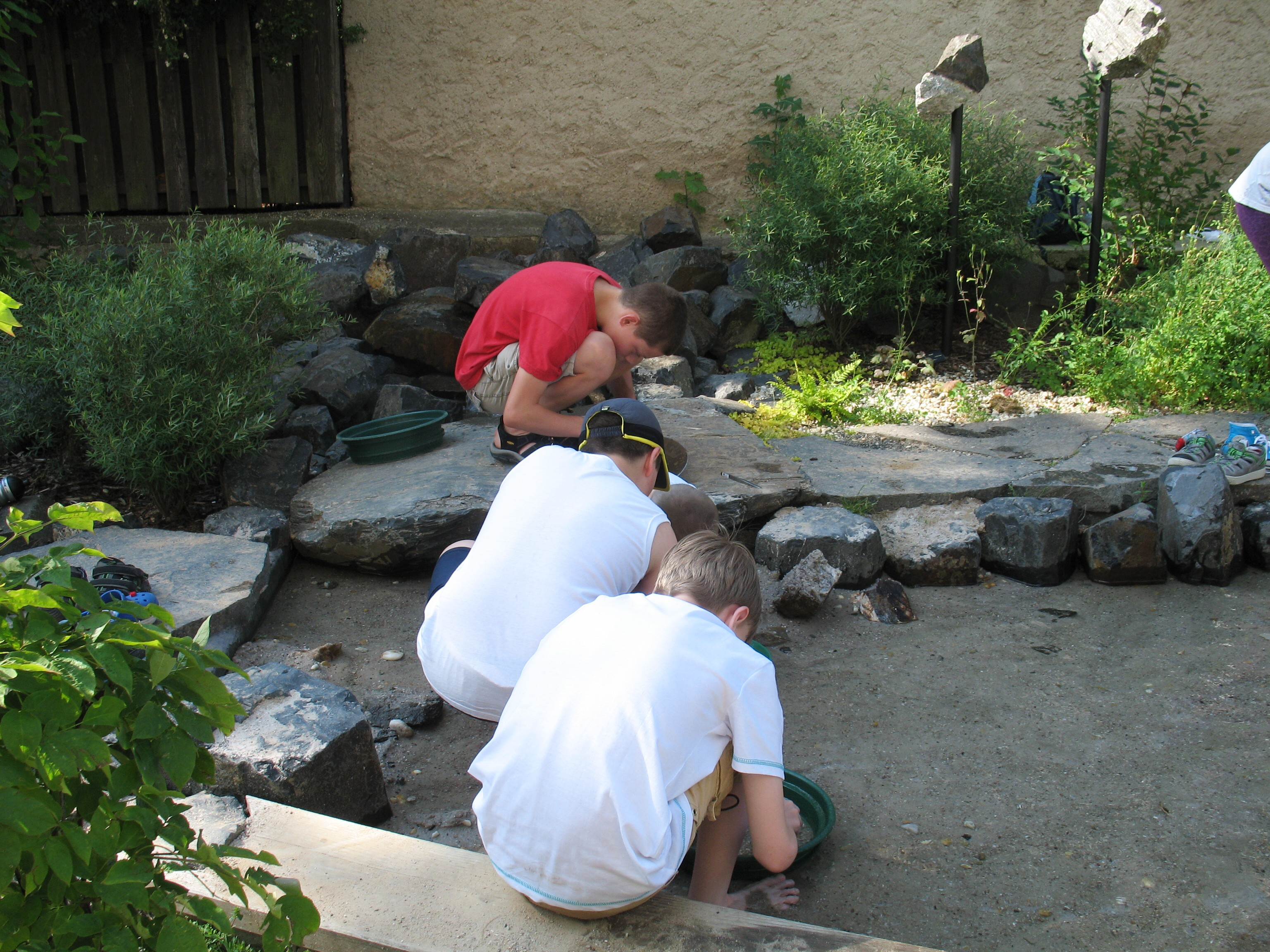
Rýžování českých granátů
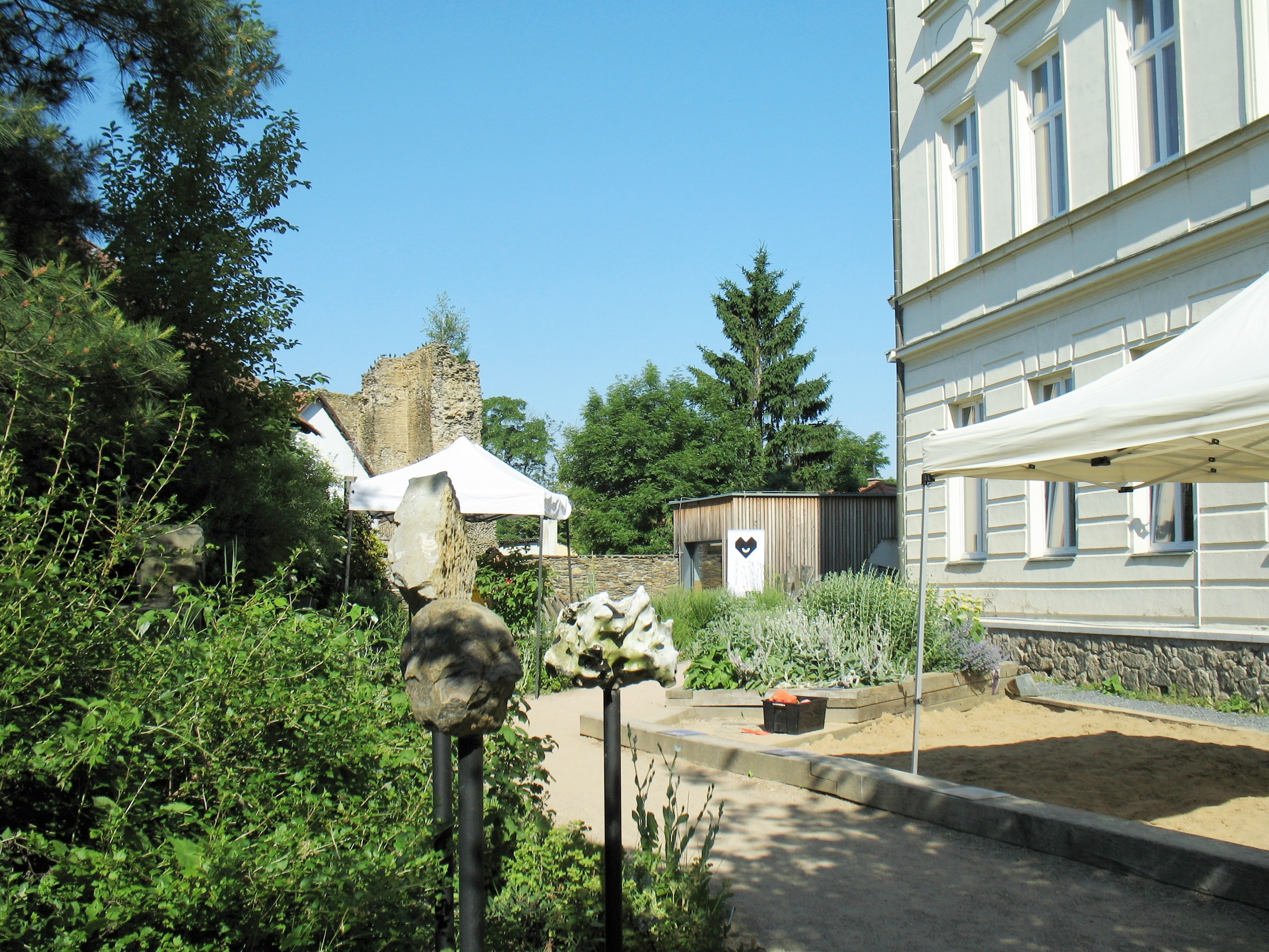
Geopark u budovy školy, v pozadí říčanský hrad
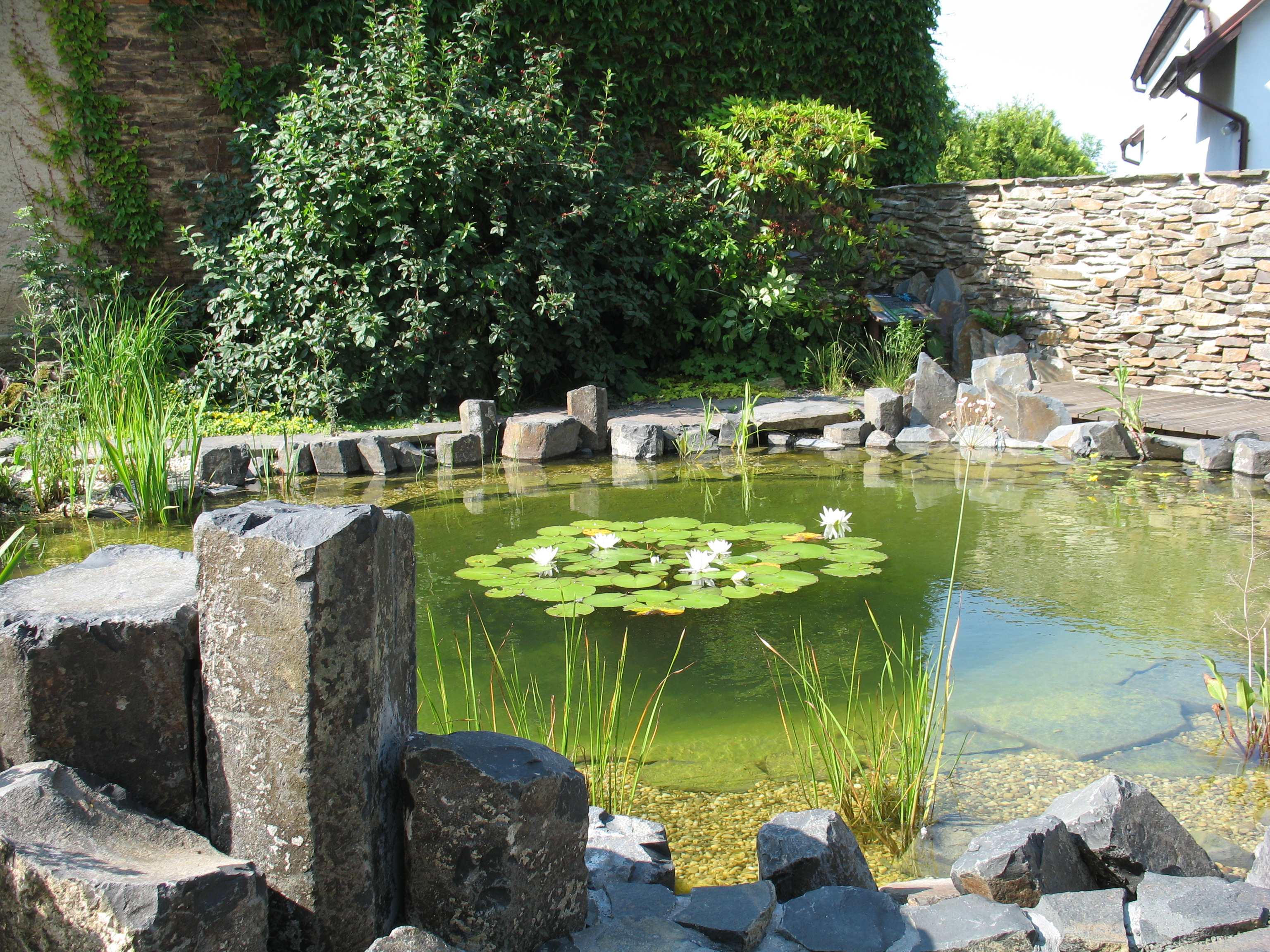
Vodní biotop - jezírko s lekníny
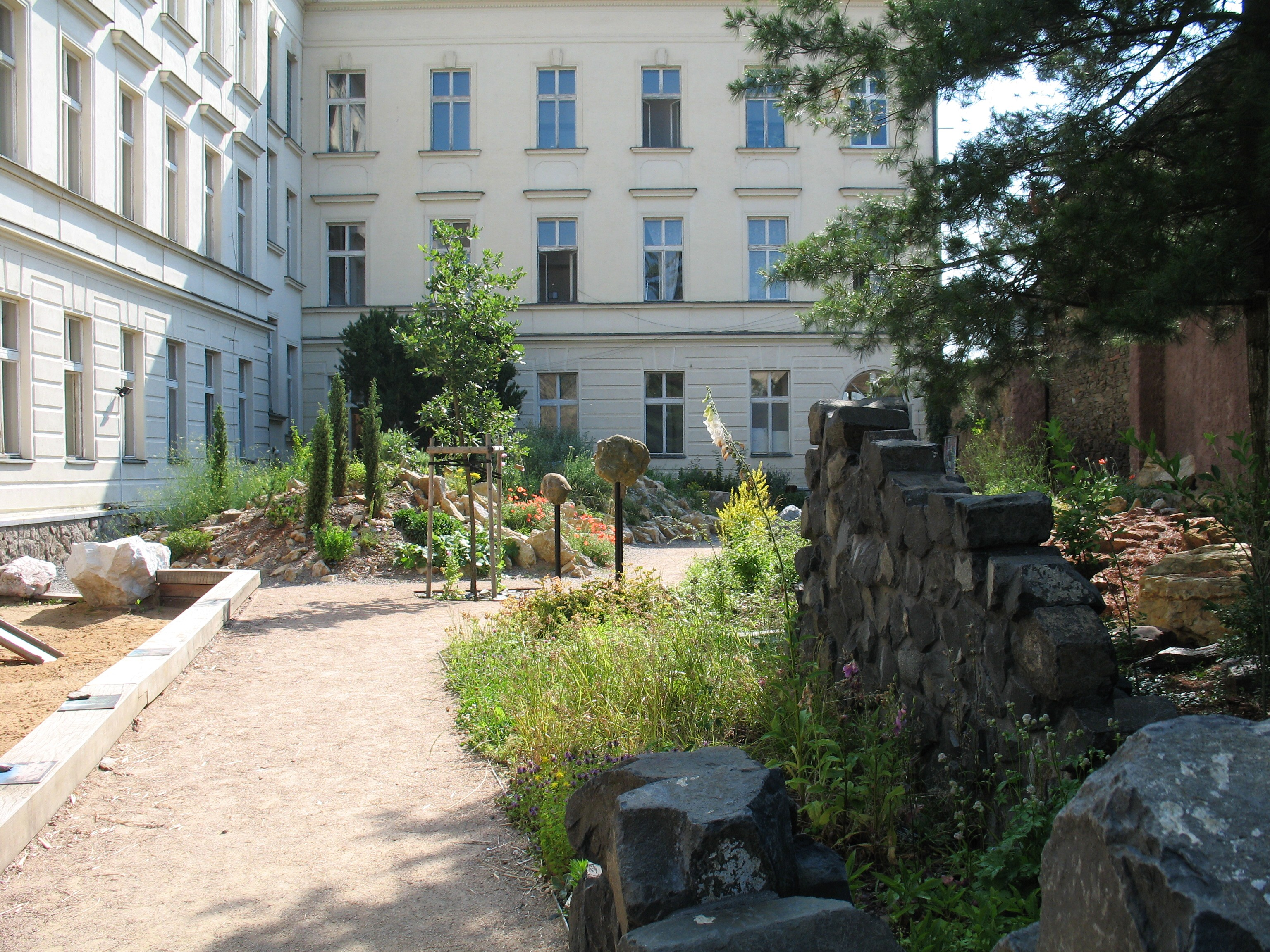
Pohled směrem ke vchodu
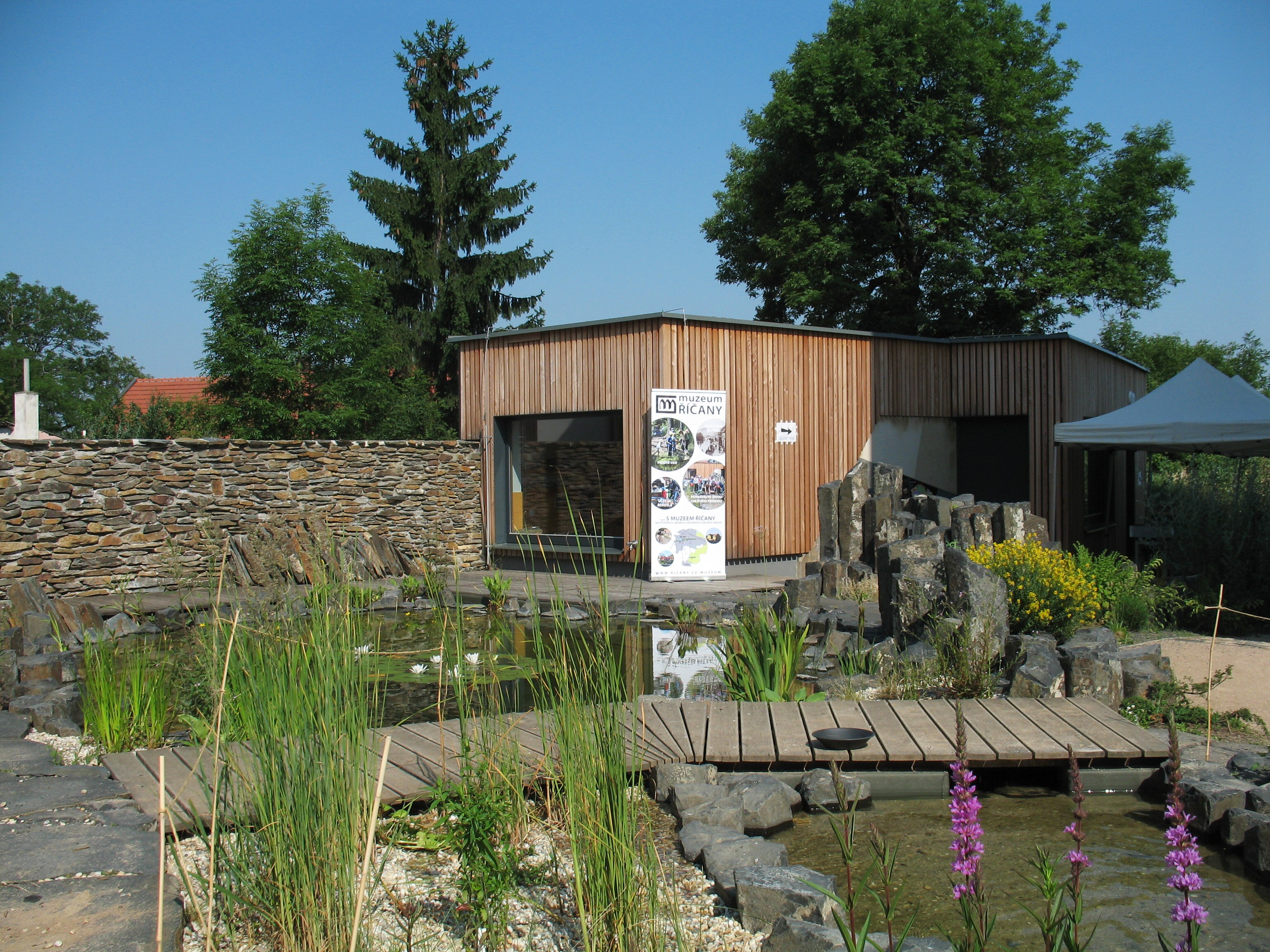
Budova dílny a laboratoře